# Dendronephthya gloriosa
Dendronephthya gloriosa är en korallart som beskrevs av Huzio Utinomi 1952. Dendronephthya gloriosa ingår i släktet Dendronephthya och familjen Nephtheidae. Inga underarter finns listade i Catalogue of Life.